# 1744 Harriet
Az 1744 Harriet (ideiglenes jelöléssel 6557 P-L) a Naprendszer kisbolygóövében található aszteroida. Cornelis Johannes van Houten, Ingrid van Houten-Groeneveld és Tom Gehrels fedezte fel 1960. szeptember 24-én.